# جاده ئی۷۴ اروپا
جاده ئی۷۴ اروپا (به انگلیسی: European route E74) یکی از جاده‌های اصلی قاره اروپا است.
این جاده که از شهر نیس (فرانسه) شروع شده، در شهر آلساندریا (ایتالیا) به پایان می‌رسد و ۲۴۶ کیلومتر مسافت دارد.